# Friedhof Viršuliškės
Der Friedhof Viršuliškės ist ein geschlossener Friedhof im Stadtteil Viršuliškės der litauischen Hauptstadt Vilnius. Er befindet sich am Pilaitės prospektas und ist 0,03 ha groß. Hier wurden die Bewohner des alten Dorfes Viršuliškės und höchstwahrscheinlich anderer umliegender Dörfer begraben. Nach der Entwicklung der Stadt wurden viele der ehemaligen Dorfhäuser abgerissen, und der Friedhof,  ein Gebiet außerhalb der damaligen Stadt, liegt nun zwischen Hochhäusern und belebten Straßen. Die ältesten Grabsteine stammen aus dem 20. Jahrhundert. Fast alle Aufschriften sind auf Polnisch.